# Фриц Кершич
Фриц Кершич Гал (Трбовље, 16. јул 1908 — Трбовље, 21. новембар 1942), учесник Народноослободилачке борбе и народни херој Југославије.

## Биографија
Рођен је 16. јула 1908. године у Трбовљу. По занимању је био рудар и веома рано се повезао са револуционарним радничким покретом, а члан Комунистичке партије Југославије (КПЈ) је постао 1937. године, након формирања Комунистичке партије Словеније (КПС), која је деловала у оквиру КП Југославије.
Активно је учествовао у многим штрајковима и противрежимским акцијама у ревиру, а био је члан Савеза рудара Југославије и организатор и водећи члан радничких културно-политичких друштава. Због свог револуционарно-политичког рада више пута је био хапшен и прогањан од полиције. Године 1940. био је члан Окружног комитета КПС за ревирје, а новембра 1941. године секретар Среског комитета КПС за Трбовље.
Након окупације Југославије, 1941. године повукао се у илегалност и политички деловао међу рударима, посебно радећи на ширењу и популисању Ослободилачког фронта Словеније (ОФ). Активно је учествовао у организовању устанка у околини Трбовља. Од децембра 1941. године је био секретар Окружног комитета КПС за ревирје.
Септембра 1942. године његов илегални рад је био откривен, али је он успео да избегне хапшење и пређе у загорски сектор, где је наставио са илегалним радом. Овде је поново био откривен, током рада у каменолому изнад загорске Железничке станице. Опколили су га немачки жандарми и припадници Гестапоа и позвали на предају. Он је одбио предају, отворио ватру и успео да рани немачког председника општине, али је и сам био тешко рањен. Био је однет у болницу у Трбовљу, где је залечен и пребачен у истражни затвор. Током истраге био је мучен како би открио своје сараднике, али никога није хтео одати. Од последица рањавања и мучења у затвору, умор је 21. новембра 1942. године.
Указом председника Федеративне Народне Републике Југославије Јосипа Броза Тита, 27. новембра 1953. године, проглашен је за народног хероја.